# Kuvajtski tornjevi
Kuvajtski tornjevi građevina su od armiranog betona u gradu Kuwait-u. Čine ih tri tornja, od kojih je glavni visine 187 metara. U njegovom sklopu je restoran smješten unutar sfere (na visini 123 m) koja rotira i okrune puni krug svakih 30 minuta. Drugi toranj je visok 145,8 metara i služi kao vodeni toranj a treći služi za nadzor osvjetljenja nad druga dva veća tornja. 
Tornjeve su dizajnirali Sune Lindström i Malene Björn, a gradilo ih je poduzeće GP Rad iz Beograda. Otvoreni su za javnost u ožujku 1979. godine. Tornjevi su teško oštećeni tijekom iračkog napadaja na Kuvajt, tj. zaljevskog rata od 1990. do 1991., a najveće štete od granata i metaka napravljene su na električnim instalacijama i vanjskim glaziranim pločama.  

## Vanjske poveznice
- Kuwait Towers  Arhivirana inačica izvorne stranice od 27. siječnja 2009. (Wayback Machine)